# 賴昱燕
賴昱燕（Lai, Yu-Yen，1994年12月14日—），臺灣女子跳水運動員，擅長項目為：1公尺跳板、3公尺跳板、跳臺。為臺灣跳水選手之一，曾代表參加2017年由臺北市主辦的世界大學運動會，為中華民國跳水史上首位參賽之女性運動員。現為國立臺灣師範大學體育學系博士班學生。

## 個人經歷

### 競技體操
賴昱燕自5歲起開始接觸競技體操，並在蔣建章教練門下接受專項化的訓練，開啟長達13年的競技體操生涯。賴昱燕從7歲開始參加競技體操之各項賽事，直至高中畢業前，未能在全國級別的重要賽事中獲獎，使他萌生退出競技體操的意向，並在透過大學入學指定科目考試錄取國立高雄師範大學體育學系後，就不再從事競技體操方面的專項訓練。

### 跳水
2015年，在賴昱燕大學2年級下學期時，透過班導師金湘斌的介紹與引薦下，認識了高雄市立鳳山國民中學體育教師林子翔，過去作為跳水國手的林子翔當時有意在高雄市培養一批新興的跳水選手。而賴昱燕因著過去長年在競技體操專項訓練的經歷，使她對在空中的翻騰與轉體動作具備良好的身體感覺，加快她在跳水專業動作的學習時間。
經過林子翔4個月的密集訓練後，賴昱燕在跳水賽事的初登場，便是2015年在高雄市舉辦的全國運動會，她也在1公尺、3公尺跳板和跳臺的3項賽事中獲得銀牌，寫下她作為跳水選手的第一頁。而後，賴昱燕更以世界大學運動會為目標，在2017年荷蘭國際邀請賽混合雙人組3公尺跳板的賽事中奪得銅牌後，成功取得世大運的參賽資格，並進入國家訓練中心培訓。

### 2017年夏季世界大學運動會
此次世大運的跳水項目由林子翔教練領軍，賴昱燕除在個人項目參加1公尺與3公尺跳板外，也與林昀蒂搭檔參加混合雙人組3公尺跳板。最終，賴昱燕雖僅在雙人項目上以總成績177.51分，排名第10名，未能為臺灣添得獎牌，但已然是中華民國跳水史上首位參加世大運的女性運動員。

### 世大運之後
臺北世大運結束之後，賴昱燕從高雄師範大學體育學系畢業，並就讀同校體育學系碩士班及臺灣師範大學體育學系博士班。
林子翔教練透過以賽代訓的形式，提升賴昱燕的實戰經驗。賴昱燕在2017年10月參加全國運動會，獲得1公尺、3公尺跳板與跳臺3面銀牌，而後在11月的香港國際邀請賽中奪得銅牌。翌年，賴昱燕獲選為澳門國際邀請賽的代表選手，並在該項賽事中獲得公開女子組1公尺、3公尺跳板銅牌與跳臺第4名，以及和林昀蒂搭檔在混合雙人組3公尺跳板中獲得銅牌。
2019年，賴昱燕參加3場賽事。賴昱燕參加印度亞洲分齡跳水錦標賽，在1公尺跳板中獲得銅牌，並和莫子儀搭檔奪得銀牌；其次，在澳門國際跳水邀請賽的3公尺跳板中，奪下個人首面國際賽金牌；最後，賴昱燕在2019年的全國運動會中，分別在1公尺、3公尺跳板獲得銀牌，以及在跳臺獲得金牌，為其個人在全國運動會的首面金牌。

## 競賽成績

### 跳水
| 西元年 | 賽事                 | 項目                     | 搭檔   | 成績  |
| ------ | -------------------- | ------------------------ | ------ | ----- |
| 2015   | 全國運動會           | 女子組 1公尺跳板         | -      | 銀牌  |
|        |                      | 女子組 3公尺跳板         | -      | 銀牌  |
|        |                      | 女子組 跳臺              | -      | 銀牌  |
| 2017   | 荷蘭國際邀請賽       | 混合雙人組 3公尺跳板     | 林昀蒂 | 銅牌  |
|        | 香港國際跳水公開賽   | 公開女子組 1公尺跳板     | -      | 銅牌  |
|        |                      | 公開女子組 3公尺跳板     | -      | 第7名 |
|        |                      | 公開女子組 跳臺          | -      | 第4名 |
|        | 全國運動會           | 女子組 1公尺跳板         | -      | 銀牌  |
|        |                      | 女子組 3公尺跳板         | -      | 銀牌  |
|        |                      | 女子組 跳臺              | -      | 銀牌  |
| 2018   | 澳門國際跳水公開賽   | 公開女子組 1公尺跳板     | -      | 銅牌  |
|        |                      | 公開女子組 3公尺跳板     | -      | 銅牌  |
|        |                      | 公開女子組 跳臺          | -      | 第4名 |
|        | 全國分齡跳水錦標賽   | 公開女子組 1公尺跳板     | -      | 金牌  |
|        |                      | 公開女子組 3公尺跳板     | -      | 金牌  |
|        |                      | 公開女子組 跳臺          | -      | 金牌  |
| 2019   | 澳門國際跳水公開賽   | 公開女子組 3公尺跳板     | -      | 金牌  |
|        |                      | 公開女子雙人組 3公尺跳板 | 莫子儀 | 銀牌  |
|        |                      | 公開女子組 1公尺跳板     | -      | 銀牌  |
|        |                      | 公開混合雙人組 3公尺跳板 | 林昀蒂 | 第4名 |
|        | 印度亞洲分齡錦標賽   | 公開女子雙人組 3公尺跳板 | 莫子儀 | 銀牌  |
|        |                      | 公開女子組 1公尺跳板     | -      | 銅牌  |
|        |                      | 公開女子組 3公尺跳板     | -      | 第4名 |
|        | 全國總統盃跳水錦標賽 | 公開女子組 1公尺跳板     | -      | 金牌  |
|        |                      | 公開女子組 3公尺跳板     | -      | 金牌  |
|        |                      | 公開女子組 跳臺          | -      | 金牌  |
|        | 全國分齡跳水錦標賽   | 公開女子組 1公尺跳板     | -      | 金牌  |
|        |                      | 公開女子組 3公尺跳板     | -      | 金牌  |
|        |                      | 公開女子組 跳臺          | -      | 金牌  |
|        |                      | 公開女子雙人組 1公尺跳板 | 薛羽芯 | 金牌  |
|        | 全國運動會           | 女子組 跳臺              | -      | 金牌  |
|        |                      | 女子組 1公尺跳板         | -      | 銀牌  |
|        |                      | 女子組 3公尺跳板         | -      | 銀牌  |

### 競技啦啦
2015年第九屆啦啦隊亞洲國際公開錦標賽混合小組　第4名
2015年第九屆啦啦隊亞洲國際公開錦標賽　最佳精神總錦標

### 競技體操
| 西元年 | 賽事               | 項目              | 成績  |
| ------ | ------------------ | ----------------- | ----- |
| 2007   | 全國體操錦標賽     | 國中女子組 成隊   | 第4名 |
| 2008   | 全國體操錦標賽     | 國中女子組 成隊   | 第5名 |
| 2008   | 全國中等學校運動會 | 國中女子組 成隊   | 第4名 |
| 2009   | 全國中等學校運動會 | 國中女子組 成隊   | 第6名 |
|        |                    | 國中女子組 跳馬   | 第8名 |
| 2010   | 全國體操錦標賽     | 高中女子組 成隊   | 第4名 |
|        |                    | 高中女子組 平衡木 | 第7名 |
| 2011   | 全國中等學校運動會 | 高中女子組 成隊   | 第4名 |

## 外部連結
- 賴昱燕的 Facebook 粉絲專頁
- 賴昱燕的 Instagram 頁面